# Trewoon
 (mars 2024).
Trewoon est un village des Cornouailles, en Angleterre. Le village fait partie de la paroisse civile de St Mewan.